# Allar Levandi
Allar Levandi (n. 28 decembrie 1965, Tallin, RSS Estonă, URSS) este un sportiv ce a reprezentat Estonia, medaliat olimpic. A participat la 3 ediții ale Jocurilor Olimpice (1988, 1992, 1994) în care a câștigat o medalie de bronz.